# Julia Solly
Julia Solly (21 tháng 12 năm 1862 - 1953) là một nhà hoạt động xã hội chủ nghĩa, nữ quyền và ôn hòa người Anh, nhưng phần lớn thời gian ở Nam Phi. Sau khi kết hôn, cô chuyển đến Nam Phi, nơi cô trở thành một trong những nhà bảo vệ nữ quyền được biết đến nhiều nhất ở Thuộc địa Cape. Ủng hộ quyền bầu cử, cô đồng sáng lập Chi nhánh Cape của Hiệp hội giới thiệu phụ nữ (WEL), tổ chức đầu tiên ở Nam Phi được thành lập để thúc đẩy quyền bầu cử của phụ nữ. Hoạt động như một người theo chủ nghĩa hòa bình, cô đã chống lại cả Chiến tranh Boer thứ hai và Thế chiến I, nhưng tin rằng Đức quốc xã phải dừng lại bằng mọi giá. Cô cũng tích cực trong nhiều chương trình cải cách xã hội và là một phần của phong trào thuần túy. Với công việc của mình trong Hội đồng Phụ nữ Quốc gia, cô đã được trao Huân chương Năm Thánh George King.

## Tiểu sử
Julia Frances Muspratt sinh ngày 21 tháng 12 năm 1862  tại Seaforth Hall, Seaforth, Lancashire, England. cho Frances Jane (nhũ danh Baines) và Edmund Knowles Muspratt.  Cô theo học tại Cheltenham Ladies 'College và cô và chị gái Nessie là một trong những sinh viên nữ đầu tiên tại Đại học College, Liverpool. Muspratt nghiên cứu thực vật học với giáo sư Harvey Gibson và tập trung vào hệ thực vật của Nam Phi. Sau khi tốt nghiệp, cô thực hiện một chuyến đi đến Châu Mỹ cùng với cha mình, lần đầu tiên đến Canada để tham dự cuộc họp của Hiệp hội Anh tại Montreal  và sau đó lưu diễn từ bờ biển Tây Bắc Thái Bình Dương của Hoa Kỳ suốt chặng đường trở về New Thành phố York trước khi trở về nhà.
Vào cuối những năm 1880, Muspratt gia nhập chi nhánh West Toxteth của Liên đoàn Tự do Phụ nữ địa phương (WLF) mà chị gái Nessie Stewart-Brown là chủ tịch, cùng với mẹ cô, dì Ann Neal Muspratt (Bà Sheridan), chị gái của cô Stella Permewan và chị dâu Helena. Vào ngày 15 tháng 6 năm 1890, cô kết hôn với Hubert LeGay Solly  (23 tháng 4 năm 1856 - 1 tháng 12 năm 1912)  một kỹ sư người Anh đang làm việc ở nước ngoài do vấn đề sức khỏe cho Chính phủ Nam Phi trên đường sắt. Cùng trong năm đó, cặp đôi chuyển đến De Aar, nơi Solly gia nhập Liên minh Nhiệt độ Cơ đốc của Phụ nữ. Đến năm 1895, cô là giám đốc của đơn vị quyền bầu cử. Một người theo chủ nghĩa hòa bình hăng hái,  cô đã gửi thư cho cha mình trong Chiến tranh Boer thứ hai, kể lại sự tàn bạo của cuộc xung đột  Ngay sau khi chiến tranh kết thúc, chồng cô đã nghỉ hưu vào năm 1904 vì vấn đề sức khỏe của chồng cô và giải quyết trang trại gần Knor Hoek, Sir Lowry's Pass, Cape Colony. Năm 1907, Solly đã giúp thành lập Cape Branch of Women Enfranchisement League (WEL), tổ chức đầu tiên ở Nam Phi được thành lập để giành cho phụ nữ quyền được bầu cử. Cô trở thành phóng viên của Olive Schreiner và những lá thư của họ chủ yếu liên quan đến việc kinh doanh quyền bầu cử. Schreiner quan tâm đến chủ nghĩa bè phái và hô hào Solly gạt bỏ sự khác biệt về tôn giáo hoặc chủng tộc và loại bỏ các yếu tố gây chia rẽ, như tổng thống một thời, Irene Macfadyen (1907 ném1908), người đồng thời là thành viên của nhóm quyền bầu cử chống phụ nữ. Solly trở thành một trong những nhân vật nổi tiếng nhất trong phong trào quyền bầu cử của Thuộc địa Cape.
Vào thời điểm chồng mất năm 1912, Solly gần như chỉ làm việc ở Cape Town  khi cô gia nhập Hội đồng Phụ nữ Quốc gia Nam Phi này vào năm 1913. Trong Thế chiến I, Solly đồng sáng lập với Reverend Ramsden Balmforth, của Nhà thờ Unitarian, Hiệp hội Trọng tài và Hòa bình Nam Phi. Mặc dù họ đưa ra những lý lẽ hợp lý cho hòa bình, nhưng rất ít người muốn nghe họ.  Cô là người phụ nữ đầu tiên tham gia Hiệp hội vì sự tiến bộ của khoa học Nam Phi, viết các chuyên luận về khoa học chiến tranh và tác động tiêu cực của nó đối với xã hội. Năm 1916, cô trở thành Phó Chủ tịch Hiệp hội vệ sinh xã hội và đạo đức và viết cuốn sách nhỏ và các bài báo về sự nguy hiểm của nó. Cũng trong khoảng thời gian đó, cô gia nhập Liên đoàn Quốc tế về bãi bỏ quy định của Phó bang, trong nỗ lực chuyển hướng gái mại dâm sai lầm bị dụ dỗ bởi sự phấn khích của thời điểm này. Phụ nữ NCW đã xuống đường trong các lữ đoàn để tuần tra khu phố. Solly đã ứng cử vào năm 1918 với tư cách là ứng cử viên cho Đô thị Salt River nhưng đã bị thất bại.  Trong nửa đầu thập niên 1920, Solly đã viết Hiến chương Phụ nữ sau đó được dịch sang tiếng Afịch và gửi cho tất cả các chi nhánh của Nadeale Vroueparty (Đảng Phụ nữ Quốc gia) của Nam Phi.
"Năm 1926, Julia Solly đã tranh luận trước ủy ban tuyển chọn của quốc hội rằng phụ nữ cần bầu là" vũ khí bảo vệ nhà ", nghĩa là cho phép phụ nữ bỏ phiếu sẽ bảo vệ gia đình của họ. Quyền bầu cử của phụ nữ ở Nam Phi rất phức tạp bởi nỗi sợ rằng đa số người da đen sẽ được trao quyền. Solly, sử dụng những nỗi sợ hãi này để làm lợi cho phụ nữ nhấn mạnh rằng nếu phụ nữ da trắng được bỏ phiếu, điều đó sẽ làm tăng số cử tri da trắng. Cuối cùng, vào ngày 11 tháng 4 năm 1930, với đa số 40 phiếu, chính phủ của Thủ tướng Albert Hertzog đã phê chuẩn quyền bỏ phiếu cho phụ nữ da trắng ngang bằng với những người đàn ông da trắng. Đến năm 1935, Solly giữ chức phó chủ tịch Hội đồng Phụ nữ Quốc gia và được trao Huân chương Kim cương Vua George V trong năm đó vì sự phục vụ của cô. Solly và Balmforth từ bỏ lập trường hòa bình của họ trong Thế chiến II, tin rằng Hitler phải bị đánh bại bằng mọi giá. Solly qua đời vào năm 1953 tại Wynberg, Cape Town, Nam Phi, nơi cô có nhiều cống hiến.

### Trích dẫn
1. ↑  Reed 2015.
2. 1 2 3 4 5 6  Human Sciences Research Council 2000.
3. ↑  Williams 2004.
4. 1 2  Cowman 2004.
5. 1 2 3 4 5  Muspratt 1917.
6. ↑  Lancashire Record Office 1890.
7. 1 2  Institution of Civil Engineers 1913.
8. ↑  Olive Schreiner Letters Online 2012.
9. 1 2 3 4 5  Bickford-Smith, Heyningen & Worden 1999.
10. ↑  Hale 2013.
11. 1 2  Roddy Bray's Guide 2008.
12. ↑  Oldfield 2003.
13. ↑  UK National Archives 1871–1960.
14. ↑  Vincent 1998.
15. ↑  Walker 1990.
16. ↑  Fletcher, Levine & Mayhall 2012.
17. ↑  Valentine 2016.
18. ↑  McKinnon 1995.
19. ↑  Harrison 1947.